# Circolo Sportivo Trevigliese 1966-1967
Questa voce raccoglie le informazioni riguardanti il Circolo Sportivo Trevigliese nelle competizioni ufficiali della stagione 1966-1967.

## Rosa
| N. |                   | Ruolo | Calciatore           |
| -- | ----------------- | ----- | -------------------- |
|    | Italia (bandiera) | C     | Aldo Algarotti       |
|    | Italia (bandiera) | C     | Roberto Andreini     |
|    | Italia (bandiera) | C     | Giacomo Bonacina     |
|    | Italia (bandiera) | C     | Battista Cavalletti  |
|    | Italia (bandiera) | D     | Giancarlo Consolandi |
|    | Italia (bandiera) | D     | Giulio Conti         |
|    | Italia (bandiera) | A     | Franco Donadelli     |
|    | Italia (bandiera) | A     | Angelo Forcella      |
|    | Italia (bandiera) | C     | Dario Foresti        |
|    | Italia (bandiera) | A     | Nino Gazzi           |
|    | Italia (bandiera) | C     | Romano Gira          |

| N. |                   | Ruolo | Calciatore          |
| -- | ----------------- | ----- | ------------------- |
|    | Italia (bandiera) | D     | Litavico Invernizzi |
|    | Italia (bandiera) | C     | Giovanni Longhi     |
|    | Italia (bandiera) | A     | Pietro Locatelli    |
|    | Italia (bandiera) | P     | Enzo Malinverno     |
|    | Italia (bandiera) | A     | Giuseppe Mazzoleri  |
|    | Italia (bandiera) | A     | Armando Onesti      |
|    | Italia (bandiera) | D     | Gianluigi Rigamonti |
|    | Italia (bandiera) | C     | Giuseppe Ronchi     |
|    | Italia (bandiera) | P     | Antonio Testa       |
|    | Italia (bandiera) | C     | Gianfranco Trevisan |
|    | Italia (bandiera) |       | Vaglia              |